# Асташёв, Александр Сергеевич
Александр Сергеевич Асташёв (22 января 1950, Луга, Ленинградская область — 31 марта 2009, Россия) — советский хоккеист, защитник, советский и российский тренер. Мастер спорта СССР, заслуженный тренер России (1988).

## Биография
Родился в Луге Ленинградской области, с детства — в Свердловске. В хоккей начал играть в детской команде свердловского «Спартака», тренер Г. Г. Чистяков. Победитель молодёжного первенства СССР в составе «Автомобилиста» Свердловск, был признан лучшим защитником. В сезоне 1966/67 дебютировал за «Автомобилист» во второй группе класса «А», проведя один матч, следующие два сезона отыграл в чемпионате СССР. Перед сезоном 1969/70 перешёл в ЦСКА, но сыграл в чемпионате только один матч — 20 сентября против «Крыльев Советов» (12:1). Два сезона отыграл за «Звезду» Чебаркуль. В дальнейшем играл за «Автомобилист» (1971/72 — 1973/74, 1975/76 — 1978/79) и «Торпедо» Горький (1974/75 — 1975/76).
Чемпион Европы среди юниоров 1969 года.
Окончил факультет физвоспитания в Свердловском государственном педагогическом институте, Высшую школу тренеров. Нисколько об этом сегодня не жалею и считаю, что мне повезло.
Работал вторым тренером (три месяца в сезоне 1980/81) и главным тренером (1981/82 — 1986/87) в команде второй лиги «Луч» Свердловск. Главный тренер «Автомобилиста» (1987/88 — 1989/90). Два года проработал в «Олимпии» Любляна.
В детской спортивной школе Екатеринбурга тренировал детей 1977 года рождения. Среди воспитанников — Дмитрий Субботин, Алексей Пермяков, Денис Сажин. Главный тренер «Кедра» Новоуральск (1994/95), «Автомобилиста» (1995/96), ЦСК ВВС Самара (с сезона 1996/97 по 13 декабря 1998). С сезона 2001/02 — тренер в череповецкой «Северстали». В сезоне 2003/04, с 1 декабря и с 1февраля 2006 по 28 декабря 2007 — главный тренер. С 16 января 2008 — тренер в «Салавате Юлаеве» Уфа.
Последнее время работал с Сергеем Михалёвым.
Болел раком, но выздоровел. Скончался 31 марта 2009 года после тяжелой болезни в возрасте 59 лет. Похоронен в Самаре.